# 43783 Svyatitelpyotr
43783 Svyatitelpyotr este o planetă minoră (asteroid), cu un diametru de 8,475 km, din centura de asteroizi. A fost descoperită pe 24 octombrie 1989 la Naucine de Liudmila Cernîh și a fost numită după Peter of Moscow⁠(d). 
Obiectul prezintă o orbită caracterizată de o semiaxă mare de 2,6910757529581 UAi, o excentricitate de 0,29, o înclinație de 13,9 ° în raport cu ecliptica.